# .eh
Због текуће окупације од стране Марока, не постоји највиши Интернет домен државних кодова (ccTLD) за Западну Сахару, али је .eh резервисан за ту сврху. IANA није доделила ни једну спонзорску организацију овом домену.